# Escudo de Bolivia
El Escudo de Bolivia, es — junto a la Tricolor, la Wiphala, el Himno Nacional, la escarapela, la khantuta y la flor de patujú — uno de los símbolos nacionales de Bolivia; el cual es empleado por el Estado boliviano y las demás instituciones públicas del país. 
A lo largo de su historia, Bolivia tuvo dos escudos nacionales; el primero adoptado el 17 de agosto de 1825: y el segundo adoptado el 26 de julio de 1826, que sufrió varias modificaciones que alteraron su diseño primigenio; modificaciones de 1829, 1842, 1867, 1851, 1888, 1961, 2004, y en su versión actual, el cual  fue aprobado el 5 de agosto de 2009.
Entre 1836 y 1839, Bolivia conformó junto con el Nor Perú y Sud Perú, un solo país, la Confederación Perú-Boliviana; en la cual el escudo boliviano conformo parte del Escudo de Armas de la Confederación.

## Descripción

### Escudo
En el interior del óvalo, al centro, el sol naciente, el Cerro Rico del Potosí y la capilla del Sagrado Corazón de Jesús sobre el Cerro Menor; adelante, la llama, palmera y haz de trigo, como símbolos de riqueza y prosperidad.

### Acompañamiento
A los costados del óvalo figuran seis pabellones tricolores: rojo, amarillo y verde sostenidos por seis lanzas, cuatro fusiles y dos cañones, símbolo de fuerza y poder. En la parte derecha, junto a la boca de uno de los cañones, se yergue el hacha y, en la otra el gorro frigio de la libertad que representa la forma republicana. En la parte superior, sobre el óvalo, rodeado de ramas de olivo y laurel, símbolos de paz y victoria, se alza majestuoso el cóndor, en actitud de levantar el vuelo.

## Escudos históricos

### Primer Escudo Nacional (1825)
El primer escudo boliviano se dio a conocer mediante el Decreto de la Asamblea General de la República de Bolívar del 17 de agosto de 1825, a pocos días de la firma del acta de independencia firmada el 6 de agosto, durante el gobierno de Simón Bolívar. Según este decreto, los elementos que componían el escudo eran los siguientes:

1. El escudo de armas de la república de Bolívar estará dividido en cuatro cuarteles  dos de ellos grandes, saber el de la parte superior y el del pie y el del medio dividido por la mitad, formará los otros dos.
2. En el cuartel superior se verán cinco estrellas de plata sobre esmalte o campo azul, y estas serán significativas de los cinco departamentos que forman la República.
3. En el cuartel del pie del Escudo se verá el Cerro de Potosí, sobre campo de oro, y esto denotará la riqueza de la República en el Reino Mineral.
4. En el cuartel del medio, en el costado, ira grabado sobre campo blanco el árbol prodigioso denominado del pan, que se encuentra en varias de las montañas de la República, significándose por el la riqueza del Estado en el Reino Vegetal.
5. Al costado de dicho cuartel se verá, sobre campo o esmalte verde, una vicuña, y esto significará la riqueza del Estado en el Reino Animal.

1. A la cabeza del Escudo se verá la Gorra de la Libertad y dos genios a los lados de ella, teniendo por los extremos una cinta en que se lea "República de Bolívar".

Asamblea General de la República de Bolívar, Decreto, 17 de agosto de 1825.

Las cinco estrellas representan a las cinco provincias del Alto Perú que se unieron para conformar la República de Bolívar; Charcas, Cochabamba, La Paz, Potosí y Santa Cruz. Los cuales se convirtieron departamentos el 23 de enero de 1826, renombrandose la Provincia de Charcas como Departamento de Chuquisaca.
Este primer escudo guarda  similitud -en el concepto y distribución de los cuarteles interiores- al escudo del Perú creado en febrero de 1825, también dividido en tres cuarteles -dos superiores y uno inferior- destinados a representar las riquezas en los tres reinos naturales.

### Segundo Escudo Nacional (1826)

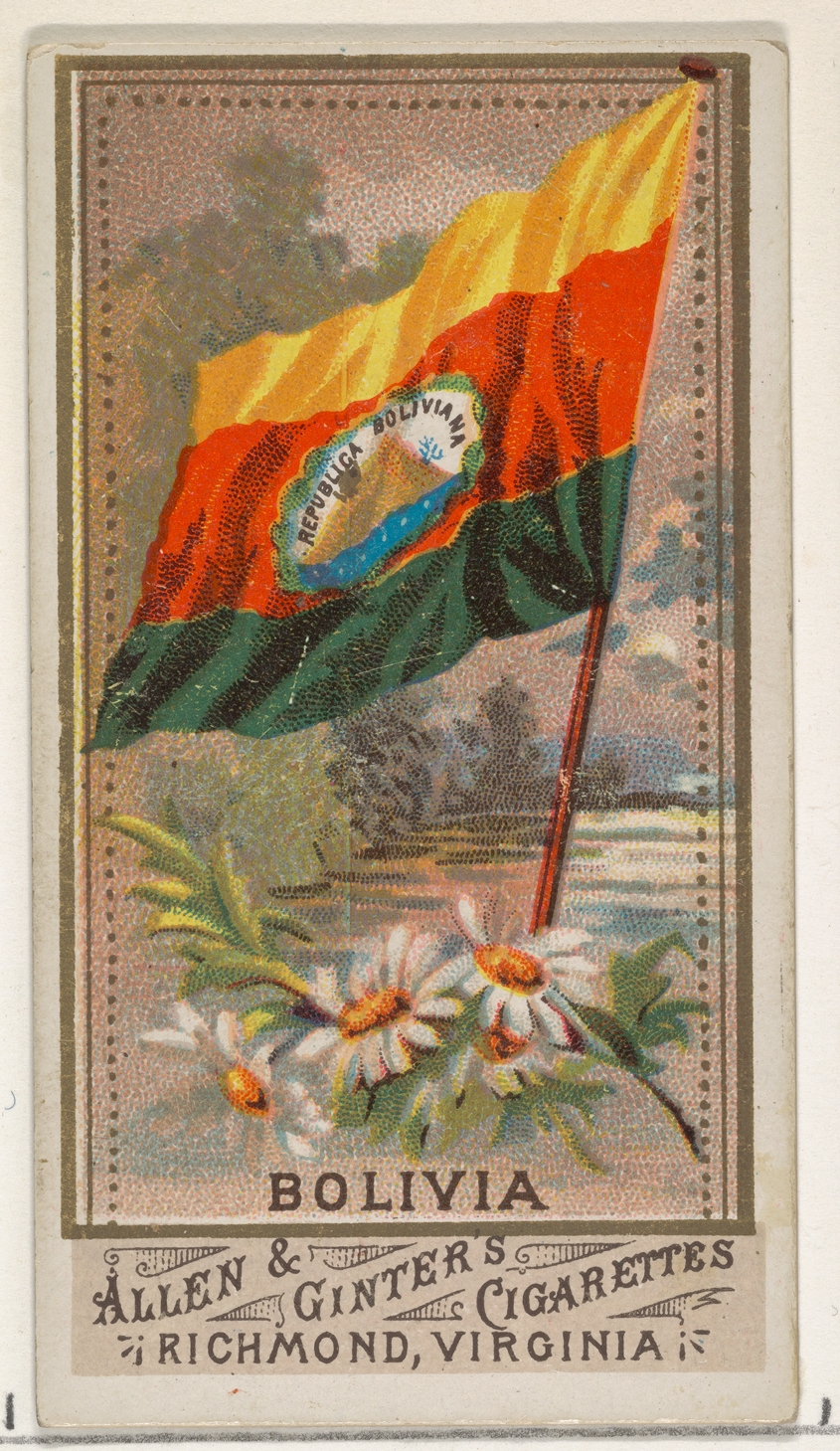
Bolivia, Flags of All Nations, Series 1 (N9) for Allen & Ginter (1837) en el Museo Metropolitano de Arte en Nueva York, se puede observar el diseño del Segundo Escudo Nacional de Bolivia.

El 26 de julio de 1826 el gobierno de  Antonio José de Sucre, mediante ley del 26 de julio de 1826. Crea un nuevo escudo, basándose en los elementos del anterior escudo. 
Constaba de un óvalo, en el cual en su interior se lee la inscripción "República Boliviana" y en la parte inferior sobre fondo azul, seis estrellas; al centro, se encuentra el Cerro Rico, detrás un sol naciente, y en la parte inferior izquierda una alpaca subiendo el cerro; y en la parte inferior derecha un haz de trigo y una rama del árbol del pan. 
Artículo 1°.- El gran sello de la República, será de forma elíptica, con cuarenta y cinco líneas de longitud y cuarenta de latitud; se figurará en él un sol naciendo tras del cerro de Potosí, en campo de plata; a la derecha del Potosí una alpaca subiendo, y a la izquierda un haz de trigo, y una rama del árbol del pan; por debajo seis estrellas en campo azul; alrededor en la parte superior, tendrá la inscripción: República Boliviana.
Artículo 2°.- Este sello solo lo usará el gobierno en las leyes, cuando haya puesto el ejecútese; en los tratados públicos después de ratificados, y en los plenos poderes á los ministros y enviados cerca de los gobiernos estranjeros.
Artículo 7°.- Las armas de Bolivia son las designadas en el Gran Sello; siendo éstas las mismas determinadas por la Asamblea General en el decreto de 17 de agosto, bajo diversa forma.
Ley de 26 de julio de 1826.

Las seis estrellas representan a seis departamentos, sin embargo, en ese entonces Bolivia solo estaba conformado por cinco departamentos; Chuquisaca, Cochabamba, La Paz, Potosí y Santa Cruz, la sexta estrella probablemente se refería a la creación de un nuevo departamento, Oruro. 
Esta versión del segundo escudo guarda similitud al escudo de la Gran Colombia y al escudo del Río de la Plata también de forma ovalada. 
Este escudo estaría acompañado por dos ramas de olivo y laurel a los costados como indica la ley del 25 de julio de 1826. 

Articulo 1º.- [...] Las armas de la República al centro, dentro de dos ramas de olivo y laurel.
Ley de 25 de julio de 1826.

#### Modificaciones de 1829

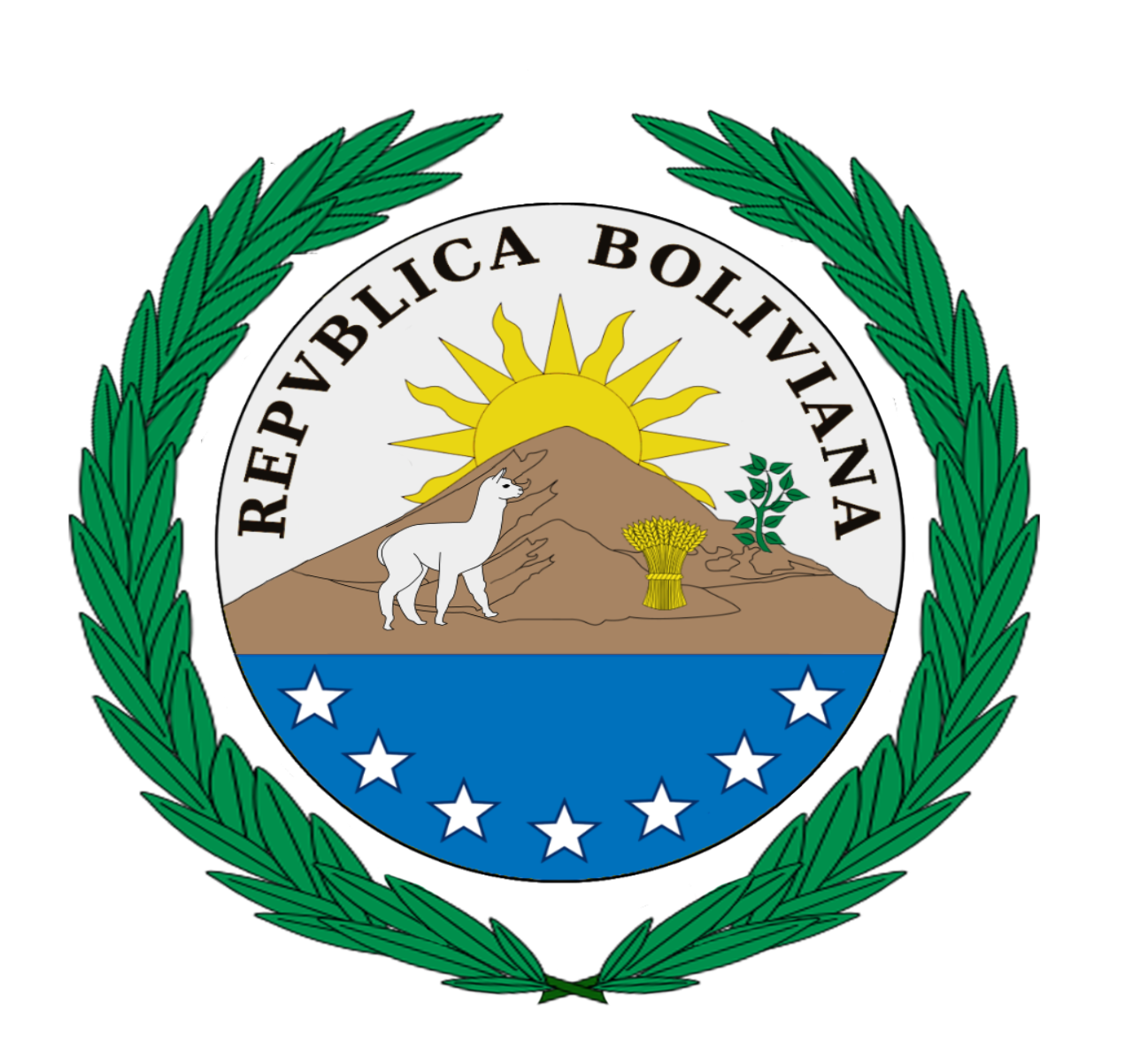
Modificación de 1829, con las siete estrellas.

Después de la incorporación de Tarija, en el gobierno de Andrés de Santa Cruz, se crea el departamento de Tarija el 24 de septiembre de 1831, agregando una séptima estrella; cambiando las estrellas de seis puntas por las de cinco puntas.

#### Durante la Confederación (1836-1839)
El 28 de octubre de 1836, Andrés de Santa Cruz conformaría la Confederación Perú-Boliviana, unificando el Estado Boliviano con los Estados Nor y Sud Peruanos.Tras la declaración de secesión de José Miguel de Velasco en 1839, se restaura la República de Bolivia, así como el Escudo Nacional de 1826.
- El Escudo de la Confederación Perú-Boliviana, estaba conformado por los escudos de los tres Estados miembros, entrelazados por un laurel.
- El Escudo del Estado Nor-Peruano heredó el escudo de la República Peruana de 1825
- El Escudo del Estado Sud-Peruano estaba conformado por el Sol en su porción inferior, coronado por cuatro estrellas que representaban a cada uno de sus departamentos.
- El Escudo del Estado Boliviano, heredó el Escudo de la República de Bolivia de 1826

#### Modificaciones de 1842 y 1867
Después de la creación del departamento del Beni el 18 de noviembre de 1842  durante el gobierno de José Ballivián Segurola; y elevación de la provincia del Litoral en una entidad departamental por el gobierno de Mariano Melgarejo 2 de enero de 1867, el número de estrellas se incrementó a nueve.

#### Modificaciones de 1851
En 1851, se decide modificar los colores de la bandera nacional así como el escudo de armas,el presidente de ese entonces, Manuel Isidoro Belzu, ordenó al ministro Unzueta que presentara un memorial a la convención el 30 de octubre para cambiar los colores de la bandera boliviana. Fue así que el 5 de noviembre de 1851, en la Convención Nacional, realizada en la ciudad de Oruro, se fija modificando la Bandera de Bolivia, así como el Escudo Nacional, sustituyendo el gorro frijio por el "Cóndor de Bolivia".
Artículo 2°.- En el escudo de armas se sustituirá también el Cóndor de Bolivia al gorro frijio.Ley de 5 de noviembre de 1851.

#### Modificaciones de 1888
Como existían diferentes versiones del escudo, pues las versiones en los documentos, la bandera, los sellos y las monedas eran ligeramente diferentes; el entonces presidente Gregorio Pacheco, sintió la necesidad de uniformar el escudo para uso general, tanto para los documentos, la bandera, los sellos y las monedas.
"Que es necesario uniformar el uso del escudo y de la bandera nacional, para evitar las irregularidades que se notan".Decreto Supremo de 14 de julio de 1888
Está constituido por un óvalo central en cuya parte superior, sobre fondo dorado, se haya inscrito en letras rojas "BOLIVIA"; en la parte inferior, sobre fondo azul, aparecían nueve estrellas en representación de los entonces nueve departamentos, que incluía el Departamento del Litoral. En el interior del óvalo, al centro, el sol naciente, el Cerro Rico de Potosí y la Casa de la Moneda; adelante, la alpaca, el árbol del pan y haz de trigo, como símbolos de riqueza y prosperidad. A los costados del óvalo figuran seis pabellones tricolores: rojo, amarillo y verde sostenidos por seis lanzas, cuatro fusiles y dos cañones, símbolo de fuerza y poder. En la parte derecha, junto a la boca de uno de los cañones, se yergue el hacha incaica y, en la otra el gorro frigio de la libertad. En la parte superior, sobre el óvalo, rodeado de ramas de olivo y laurel, símbolos de paz y victoria, se alza majestuoso el cóndor, en actitud de levantar el vuelo.

#### Modificaciones de 1961
Cuando se adoptó el nuevo escudo nacional el 14 de julio de 1888, Bolivia contaba con nueve departamentos: Beni, Chuquisaca, Cochabamba, La Paz, Oruro, Potosí, Santa Cruz, Tarija y Litoral. Luego de la Guerra del Pacífico (1879-1883), Chile conquistó el territorio de este último departamento, dejando así al país con ocho departamentos. Sin embargo, la novena estrella se mantuvo en el escudo, en honor al departamento boliviano perdido en la guerra.
Mediante ley de 24 de septiembre de 1938, el presidente Germán Busch creó el nuevo Departamento de Pando, que ocupa lo que era antes el Territorio Nacional de Colonias y la Provincia de Caupolicán, del Departamento de La Paz, con capital en Puerto Rico. Con la creación del nuevo departamento, se tendría que haber colocado una estrella adicional. Sin embargo, no fue hasta veintitrés años después que por ley, el 10 de noviembre de 1961 en el gobierno de Paz Estenssoro que se determinó adicionar una estrella al escudo nacional. Desde entonces el escudo boliviano está compuesto por diez estrellas, dentro de un óvalo azul.

#### Modificaciones de 2004
En el año 2004, durante el gobierno de Carlos Mesa, a través Decreto Supremo N.º 27630 del 19 de julio de 2004, se realizaron las siguientes modificaciones:
- La alpaca se sustituyó por la llama
- El árbol de pan Artocarpus altilis se sustituyó por la Palmera Janchi Coco o Zanca Palma
- La denominación del "hacha incásica" fue cambiada por solo hacha

Se agregaron los siguientes elementos:
- El Cerro Menor, en frente del Cerro Rico
- La Capilla del Sagrado Corazón de Jesús sobre el Cerro Menor.

#### Modificación de 2009
Es el actual Escudo Nacional de Bolivia, fue reglamentado oficialmente por el presidente Evo Morales a través del D.S. N.º 241, 5 de agosto de 2009. En el mismo se detallan proporciones y colores del escudo ya existente.

Artículo 21°.- 

La imagen oficial del Escudo del Estado Plurinacional de Bolivia es la siguiente:
En la parte superior del Escudo de Armas se encuentra un sol naciente detrás del Cerro de Potosí con los celajes del amanecer.
En su centro, está el Cerro Rico de Potosí y el Cerro Menor.
En la parte superior del Cerro Menor, se encuentra la capilla del Sagrado Corazón de Jesús.
En la parte inferior izquierda del conjunto formado por los cerros está una Llama, a su derecha un haz de trigo y una palmera.
Alrededor, el óvalo de color azul con un ribete interior de color dorado.
En la mitad superior del óvalo la inscripción BOLIVIA en letras mayúsculas doradas.
En la mitad inferior del óvalo desplegadas diez estrellas doradas de cinco puntas.
A cada costado del Óvalo, están tres pabellones (Banderas tricolores)
Detrás del óvalo, de forma diagonal cruzan dos cañones y cuatro fusiles, formando una X.
Al lado derecho del óvalo se encuentra una hacha.
Al lado izquierdo del óvalo se encuentra el Gorro de la Libertad.
El Cóndor de los Andes, en actitud de alzar vuelo, corona el Escudo de Armas.
Detrás del Cóndor se hallan dos ramas entrelazadas de laurel y olivo.

El laurel a la izquierda y el olivo a la derecha haciendo una corona.
D.S. Nº 241, 5 de agosto de 2009

Al reconocerse la Bandera Wiphala como símbolo nacional por la Constitución de 2009, el decreto hace la aclaración que la bandera a utilizarse, para tres los pabellones que se encuentran al costado del óvalo es la Bandera Tricolor. 
En los documentos de entidades públicas oficiales, timbres, fiscales, bonos, billetes, moneda, cédula de identidad, pasaportes, libretas, títulos, certificados, valores, carátulas y otras emisiones oficiales del estado; debajo del Escudo, se encuentra la inscripción en letras mayúsculas : "Estado Plurinacional de Bolivia".

## Diseño

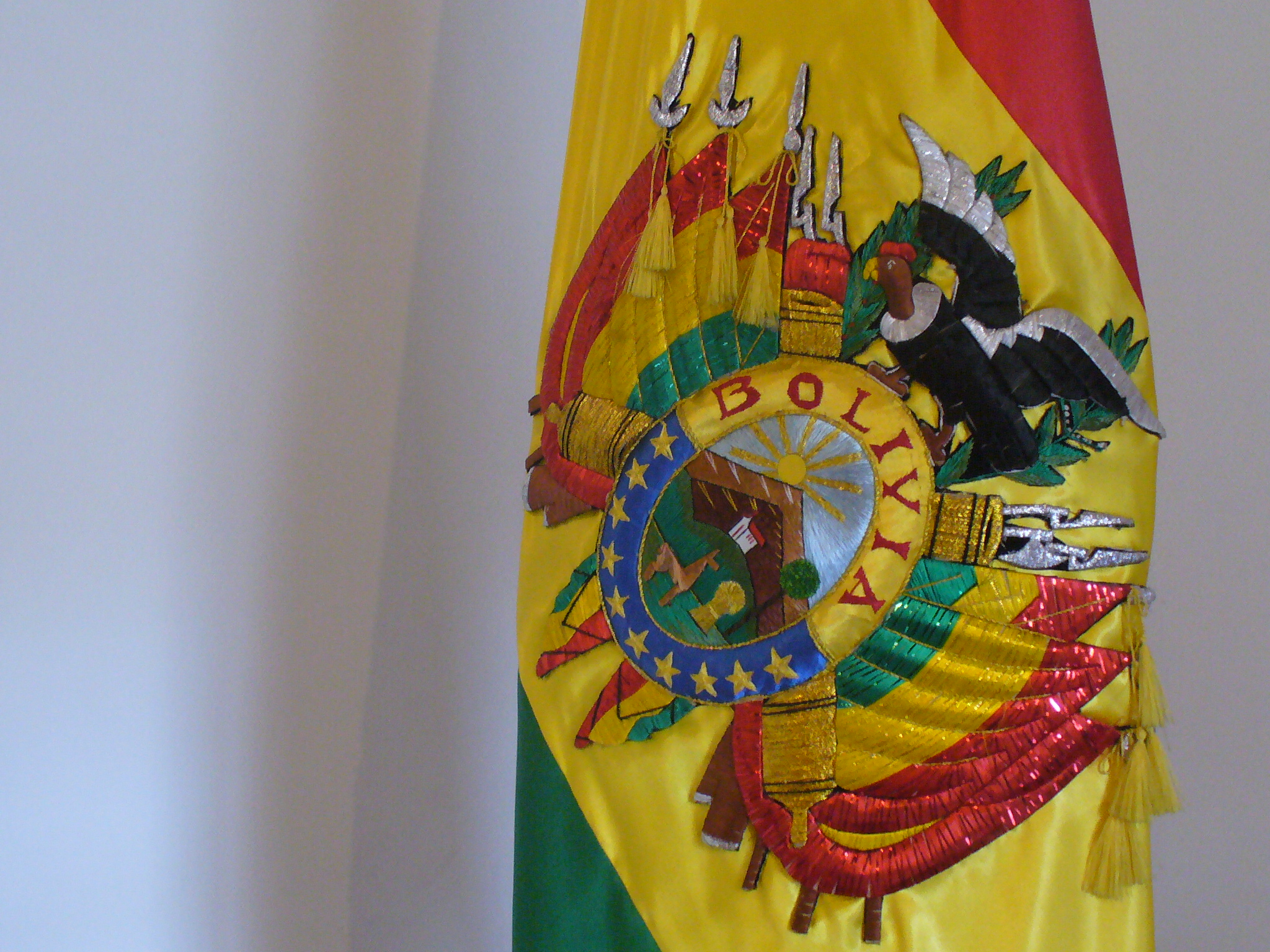
Escudo de Bolivia en la Bandera Nacional.

### Proporciones y dimensiones
Alto: 15 centímetros. Para el uso del Escudo Nacional se establecen las siguientes proporciones:
Considerando la parte superior de las ramas del laurel y el olivo. Abajo la parte inferior de los pabellones nacionales.
Ancho: 20 centímetros. Considerando a la izquierda el remate del mástil inferior de uno de los tres pabellones nacionales. A la derecha el remate del mástil inferior de uno de los tres pabellones nacionales.

### Colores
Los colores del Escudo son los siguientes de acuerdo al Código Pantone:
Los colores de la Bandera en el Escudo son: Rojo 485 CVU, Amarillo Process CVU, Verde 356 CVU. 
El color del óvalo es: Azul 2995 CVU, cuyo filete es de color ocre dorado 123 CVU, La inscripción: BOLIVIA, en la parte superior es de color ocre dorado 123 CVU. Las diez estrellas en la parte inferior son de color ocre dorado 123 CVU.

## Simbolismo de los elementos

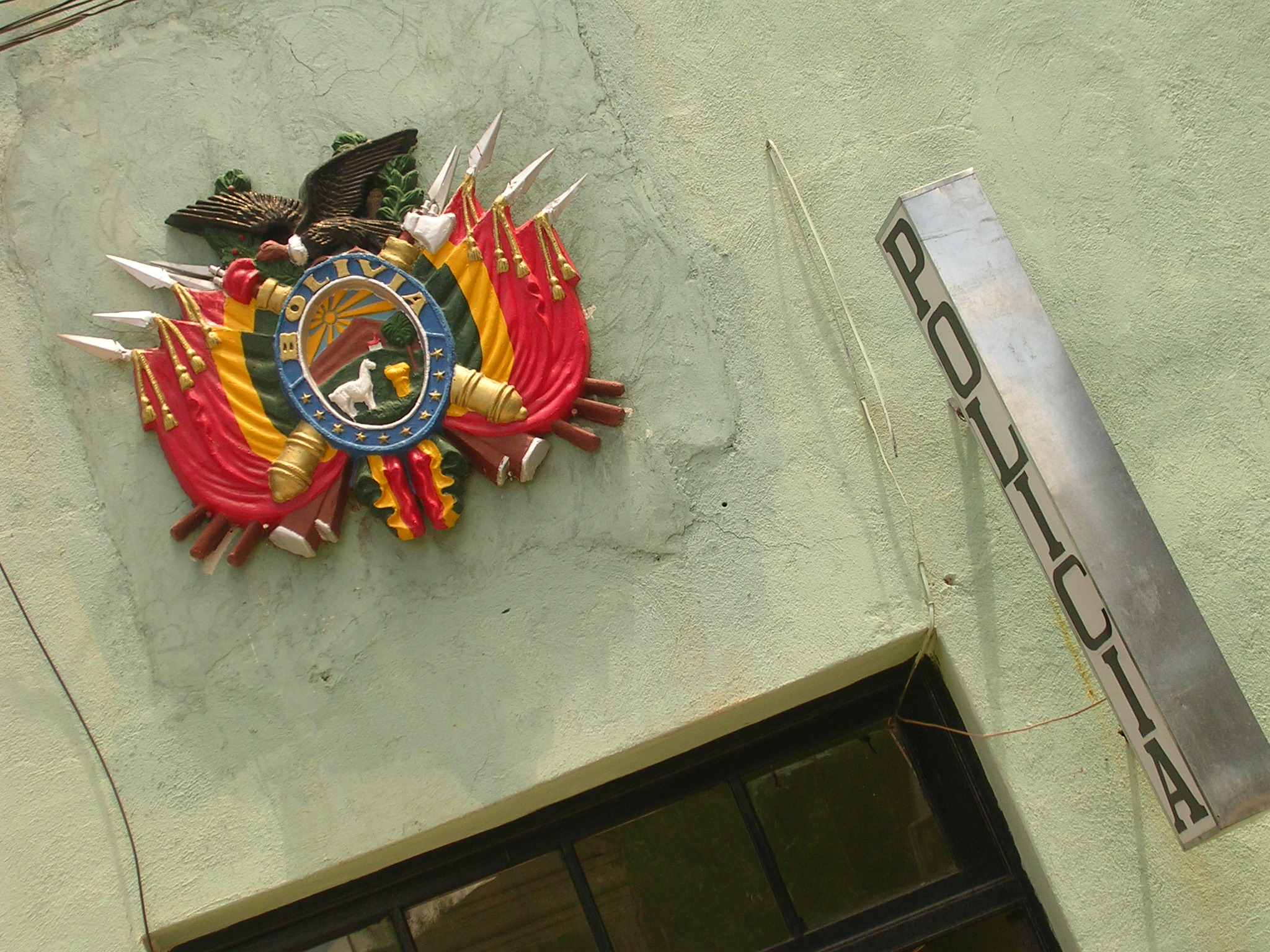
Escudo de Bolivia en una comisaría de policía en la ciudad de Tupiza.

El Escudo Nacional de Bolivia es el símbolo nacional heráldico del país, según establecido en la Constitución y de acuerdo al Decreto Supremo del 14 de julio de 1888 posteriormente reglamentado por Decreto Superior N.º 27630 del 21 de julio de 2004 por el presidente Carlos Mesa.
- El Cóndor de los Andes es el ave nacional de Bolivia y simboliza la búsqueda de horizontes sin límites del país.
- El Laurel simboliza el triunfo y la gloria después de la guerra.
- El Olivo simboliza la paz y la gloria de los pueblos.
- Los Pabellones se refieren a las tres Banderas Tricolores dispuestas a cada lado del óvalo con sus respectivos mástiles, la bandera es el máximo símbolo nacional.
- La disposición de los fusiles-pica, simboliza las armas del país.
- El Hacha simboliza la autoridad, el mando del país.
- La Pieza de artillería, simboliza las armas del país.
- El gorro frigio también conocido como Píleo, simboliza la libertad
- El Óvalo cuyo campo es de color azul celeste, tiene la forma elíptica oblonga, contiene en su parte inferior las diez estrellas doradas y en la parte superior se lee la inscripción BOLIVIA, en letras doradas. En el interior del óvalo se encuentra el filete dorado, su color azul simboliza el Litoral Cautivo.
- El Filete es una moldura angosta y larga a manera de adorno lineal.
- El Cerro Rico de Potosí, conocido por los habitantes originarios como el Sumaj Orcko, cerro magnífico, lugar sagrado para quienes habitaban en su vecindad. Sus riquezas de plata fueron descubiertas en 1545, llegando a ser una de las minas de plata más ricas del mundo, simbolizando la bonanza de los recursos naturales.
- El Cerro Menor está asociado al conjunto del Cerro Rico de Potosí, constituyéndose en una especie de altar de la montaña, donde se levanta la Capilla del Sagrado Corazón.
- La Capilla del Sagrado Corazón de Jesús, es una construcción hecha con granito de Comanche y la imagen del Sagrado Corazón de Jesús hecha de bronce que a lo lejos es confundida por una cruz ya que está con los brazos abiertos.
- El Sol, simboliza el nacimiento y el esplendor del país.
- El Cielo con los colores del amanecer, simboliza el nacimiento y esplendor del país.
- La llama blanca, simboliza la riqueza de la fauna del país.
- El Haz de trigo, simboliza los abundantes recursos alimenticios del país.
- La Palmera Janchi Coco o Zunga de nombre científico (Parajubaea Torallyi), simboliza la riqueza vegetal del país.
- La Estrella, simboliza a cada uno de los Departamentos de Bolivia, incluyendo al Litoral.

## Evolución del Escudo

República de Bolivar (1825)
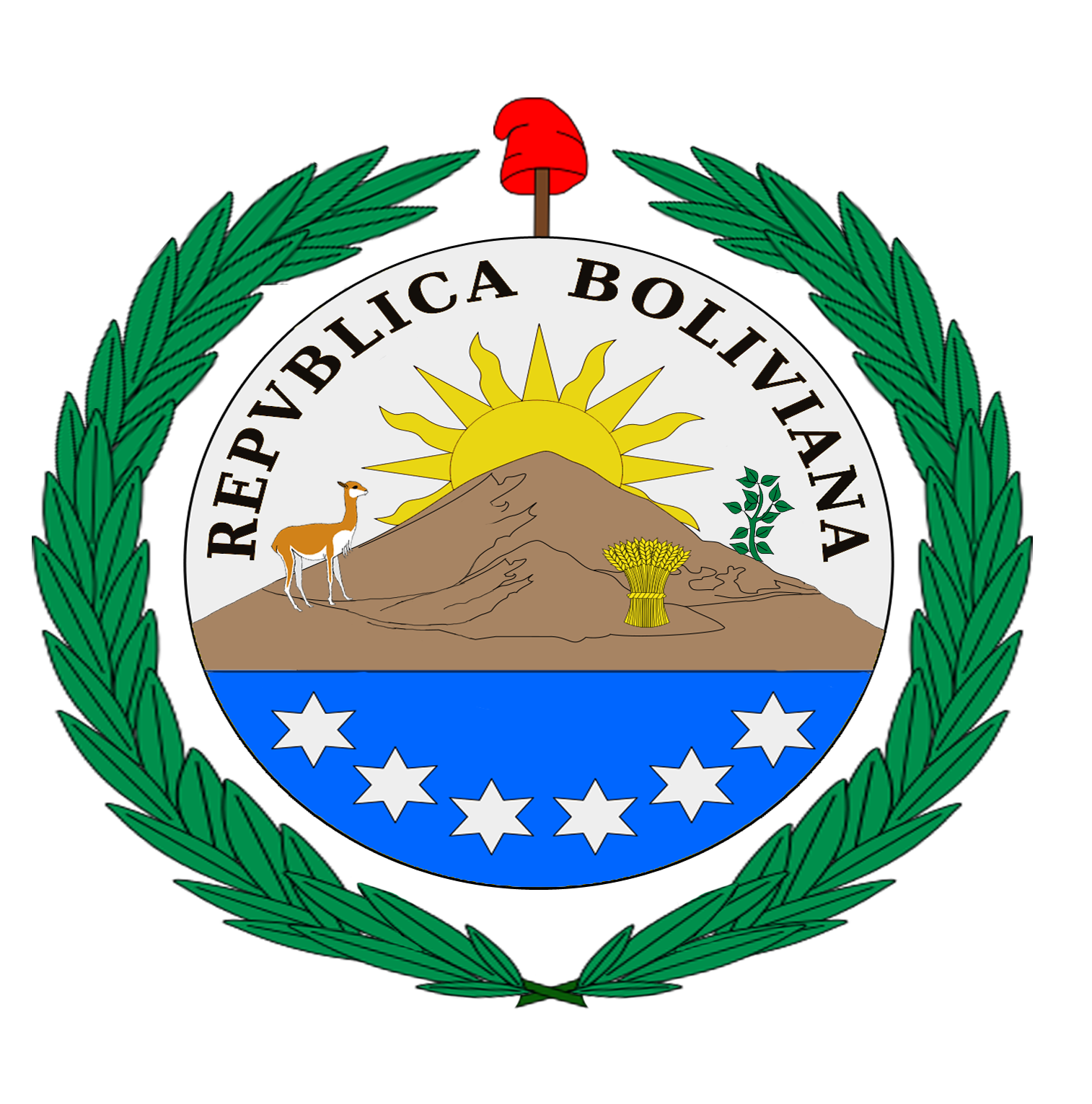
República de Bolivia (1826)
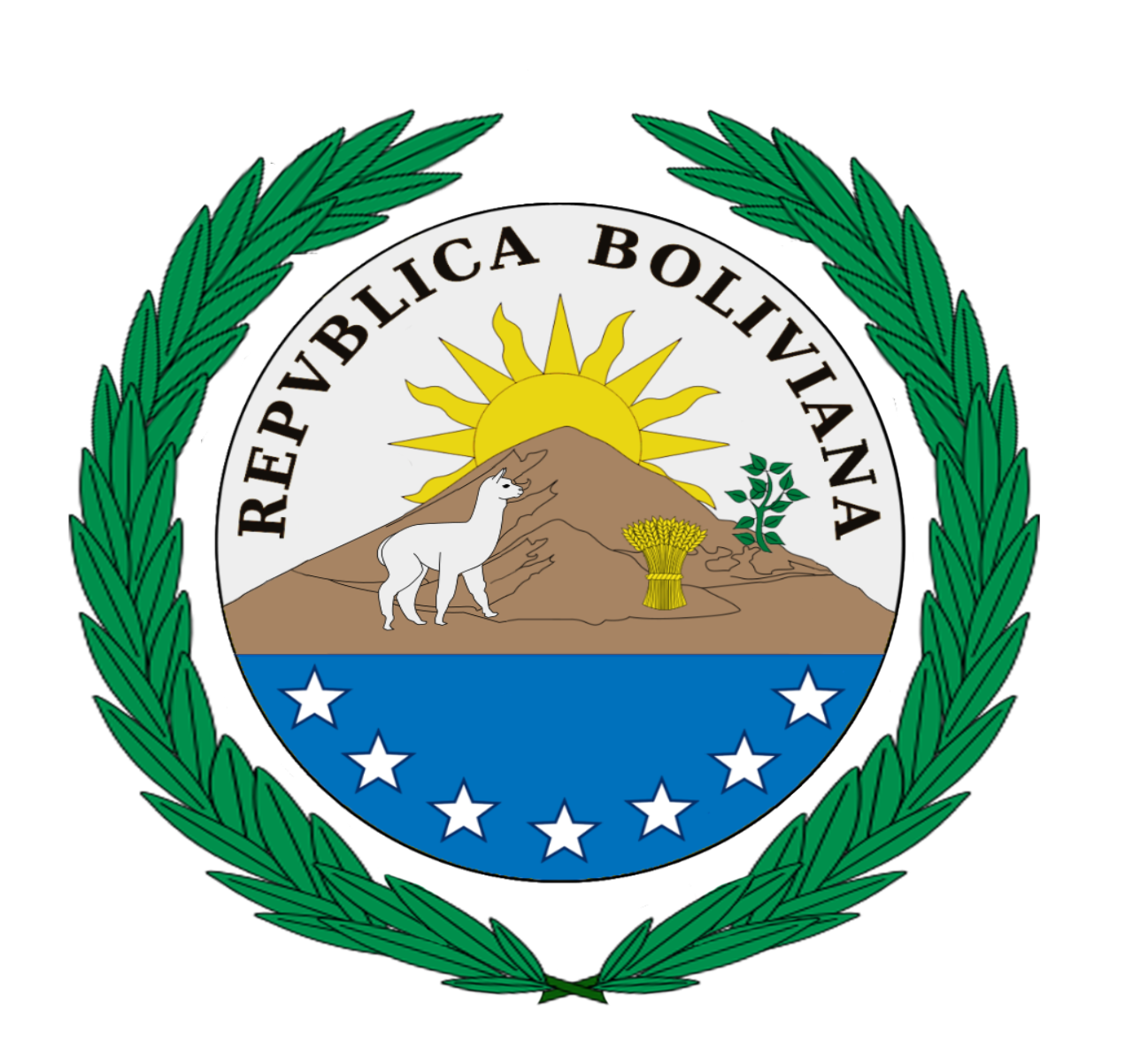
República de Bolivia (1829)
Confederación Perú-Boliviana (1836-1839)
República de Bolivia (1839)
Estado Plurinacional de Bolivia (2006)